# Eucor
Eucor – The European Campus ist ein trinationaler Verbund (Deutschland, Frankreich und Schweiz) zwischen fünf Universitäten in der Oberrheinregion. Folgende Universitäten gehören dem Verbund an:
- Universität Basel, Schweiz
- Albert-Ludwigs-Universität Freiburg, Deutschland
- Université de Haute-Alsace, Frankreich
- Université de Strasbourg, Frankreich
- Karlsruher Institut für Technologie (KIT), Deutschland

«Eucor – The European Campus» zeichnet sich durch die geografische Nähe der Mitgliedsuniversitäten, die flexiblen Mobilitätsprogramme für Studierende und die Möglichkeiten einer grenzüberschreitenden Promotion aus.

## Geschichte
Die Entstehung von Eucor wurde durch einen Kontext befördert, der von der deutsch-französischen Partnerschaft, verstärkten regionalen Kooperationen und der Idee einer europäischen Zusammenarbeit geprägt war.
Feste Strukturen erhielten die Beziehungen zwischen den Hochschulen am Oberrhein 1984 mit der Einrichtung einer Konferenz der Rektoren und Präsidenten von sieben Universitäten in Deutschland, Frankreich und der Schweiz.
Die Rektoren und Präsidenten bekräftigten 1987 in einer gemeinsamen Erklärung die Absicht, die grenzüberschreitende Zusammenarbeit in allen Gebieten von Lehre und Forschung zu fördern. Am 19. Oktober 1989 verabschiedete die Konferenz schließlich eine Vereinbarung zur Gründung eines grenzüberschreitenden Zweckverbands unter dem Namen Europäische Konföderation der Oberrheinischen Universitäten (Eucor).
Die Gründungsvereinbarung von Eucor wurde am 13. Dezember 1989 in Basel von den Rektoren und Präsidenten der folgenden sieben Hochschulen unterzeichnet: Albert-Ludwigs-Universität Freiburg, Universität Basel, Université Louis Pasteur (Strasbourg I), Université des Sciences Humaines (Strasbourg II), Université Robert Schuman (Strasbourg III), Universität Fridericiana Karlsruhe (TH), Université de Haute-Alsace, Mulhouse.
Zum 20-Jährigen Bestehen von Eucor 2009 unterzeichneten die Partneruniversitäten eine gemeinsame Erklärung zur Zusammenarbeit in der Doktorandenausbildung. In den Folgejahren entwickelten die fünf Universitäten eine gemeinsame Strategie, um Forschung und Lehre stärker miteinander zu vernetzen.
Nur vier Jahre später beschlossen die Eucor-Präsidenten eine gemeinsame Forschungsstrategie und die Gründung eines European Campus und erhielten dafür politische Rückendeckung. Am 9. Dezember 2015 war es dann soweit: Das Präsidium von Eucor unterzeichnete die Gründungsdokumente für den Europäischen Verbund territorialer Zusammenarbeit (EVTZ) Eucor – The European Campus, der am 11. Mai 2016 in Straßburg feierlich eröffnet wurde. Carlos Moedas, der EU-Kommissar für Forschung, Wissenschaft und Innovation hielt zu diesem Anlass die Festrede. Durch die Gründung des EVTZ entstand eine eigene Rechtspersönlichkeit, die den Universitäten ermöglicht unter dem Namen «Eucor – The European Campus» gemeinsam zu agieren, jedoch ihre Autonomie zu wahren. Als erster allein von Universitäten getragener EVTZ ist Eucor – The European Campus ein Modellprojekt und im europäischen Forschungsraum einzigartig.
Mit der Unterstützung des Europäischen Fonds für regionale Entwicklung konnten sich die Partner noch besser miteinander vernetzen: Von 2016 bis 2019 förderte die EU das Projekt «Eucor – The European Campus: Grenzüberschreitende Strukturen» im Interreg-Programm.
Als ein wichtiges Ergebnis dieses Projekts, verabschiedeten die Partneruniversitäten im Februar 2019 einen gemeinsamen Strategieplan für die Jahre 2019 bis 2023. Darin konkretisieren sie ihre Vision und die Weiterentwicklung des Verbunds mit Vorhaben, Zielen und Maßnahmen in den Bereichen Forschung und Innovation, Lehre und Promovierendenqualifizierung für die kommenden Jahre.

## Ziele
Durch die Bündelung der Kompetenzen der fünf Universitäten entsteht ein einzigartiger Studien- und Forschungsstandort, der für alle Beteiligten einen Mehrwert schafft. Für Studierende ebenso wie für Wissenschaftler soll die grenzüberschreitende Zusammenarbeit und der Zugang zu Lehrveranstaltungen und Forschungsinfrastrukturen von fünf Universitäten in drei Ländern zur alltäglichen Erfahrung werden.
Langfristig soll der Standort Eucor – The European Campus zu einem klar profilierten und attraktiven Wissenschafts- und Forschungsraum ohne Mauern und Grenzen mit internationaler Ausstrahlung aufgebaut werden, der mit anderen Metropolregionen wie z. B. Paris oder München vergleichbar ist.
Durch den Strategieplan 2019–2023 ergeben sich zudem insbesondere folgende Ziele:
- Ausbau der Forschungskooperationen in den Schwerpunktbereichen Quantum Sciences and Technology, Personalised Health – Precision Medicine, Sustainability und European Identities
- Entwicklung einer gemeinsamen Forschungsinfrastruktur
- Angleichung der Semesterzeiten
- Gemeinsames Semesterticket
- Vernetzung der administrativen Einheiten

## Organisation
Seit 2015 hat «Eucor – The European Campus» als EVTZ eine eigene Rechtspersönlichkeit. Die Versammlung, das beschlussfassende Gremium von Eucor, in dem alle Präsidenten und Rektoren der Mitgliedsuniversitäten vertreten sind, wählt den Eucor-Präsidenten und seine Vertretung aus den eigenen Reihen und verabschiedet den Jahreshaushalt.
Der Ausschuss der Vizepräsidenten berät den Präsidenten bei allen Fragen.
Des Weiteren treffen sich die jeweiligen Vizerektoren regelmäßig in der Policy Group Lehre und der Policy Group Forschung zur Beratung.
Der Sitz der Eucor-Geschäftsstelle ist in Freiburg und der Sitz der Koordinationsstelle in Strasbourg. Dezentrale Koordinatoren an jeder Mitgliedsuniversität unterstützen die Koordinationsstelle bei der Umsetzung ihrer Ziele und sind direkte Ansprechpartner an den Universitäten.

## Studium
Die Förderung der Mobilität von Studierenden gehört zu den zentralen Anliegen von Eucor. Mit einer Immatrikulation an einer Eucor-Universität, eröffnen sich verschiedene Mobilitätsformen:

### Integrierte Mobilität
Diese Form der Mobilität ist bereits fest im Studium integriert. Es handelt sich um gemeinsame Studiengänge, die feste Auslandsphasen an einer Eucor-Universität vorsehen, und teils mit einem Doppel- oder Dreifachdiplom abschließen.

### Freie Mobilität
Der Besuch einzelner Lehrveranstaltungen an einer anderen Mitgliedsuniversität ist ebenso möglich, wie ein Aufenthalt während eines ganzen Semesters.
Eucor fördert die studentische Mobilität mit Fahrtkostenzuschüssen.

## Wichtige Projekte

### QUSTEC
Quantum Science and Technologies at the European Campus (QUSTEC) ist ein internationales Doktorandenprogramm, zwischen den Universitäten Basel, Freiburg und Strasbourg sowie des Karlsruher Institut für Technologie und der Forschungsabteilung des IT-Konzerns IBM in Zürich. Die Europäische Union finanziert dieses Projekt in Höhe von 4,2 Millionen Euro mit.

### Seed Money
Seed Money bietet eine Anschubfinanzierung für innovative, grenzüberschreitende Projekte, die zur Vernetzung von Wissenschaftlern und Lehrenden beitragen.

### Forschungsprojekte
Im Rahmen von Eucor entstanden oder konsolidierten sich bereits bestehende wissenschaftliche Kooperationen, wobei bei vielen Projekten der Untersuchungsgegenstand direkt mit der Region zusammenhängt.